# 明通
明通（1023年—1026年）是大理国皇帝段素隆的年号，共计4年。明通四年六月段素真即位沿用。
年號名稱，雲南文獻大多作「明通」，倪輅《南詔野史》誤作“明道”，李兆洛《纪元编》作“明通天圣”，李家瑞认为“天圣”是赞美之词。。根据2009年在雲南通海白塔心山發現的《真恒墓碑》銘文可知，年号是“明通”。
起訖年，方詩銘、李家瑞、李崇智、段玉明、王雲、黃德榮皆作1023年－1026年。

## 年號及改元出處
- 倪輅《南詔野史》：「宋真宗乾興元年（1022）立，改元明道。宋仁宗天聖四年（1026），禪位為僧。」
- 胡蔚《增訂南詔野史》：「宋真宗壬戌乾興元年（1022）即位。明年（1023），改元明通。仁宗丙寅天聖四年（1026），素隆禪位為僧，在位四年。」
- 王崧《雲南備徵志》：「宋真宗乾興元年（1022）即位，改元明通。宋仁宗天聖四年丙寅（1026），禪位為僧。」
- 諸葛元聲《滇史》：「段氏八世素隆，以宋真宗乾興元年壬戌歲（1022）立。癸亥（1023），改元明通。……素隆立五年矣，亦無失德，丙寅（1026），避位為僧。」
- 李京《雲南志略》：「素英之孫素隆立，改元明通。在位五年，禪位為僧。」
- 楊慎《滇載記》：「素隆以宋天禧二年（1018）立，改元曰明通、天聖，避位為僧。」
- 馮蘇《滇考》：「侄素隆嗣，改元明通。」
- 《白古通記淺述》：「廉子奇隆立。」
- 《三迤隨筆》：「素隆立，改元明通。……於天聖四年召見大理國諸要臣，云：『吾受先帝之託，今阿貞已懂事，将於六月還位阿貞。』……於六月初一出家無為寺。」
- 《真恒墓碑》：「明通元年八月十日身死。」[8]

## 纪年對照表
| 明通 | 元年   | 二年   | 三年   | 四年   |
| ---- | ------ | ------ | ------ | ------ |
| 公元 | 1023年 | 1024年 | 1025年 | 1026年 |
| 干支 | 癸亥   | 甲子   | 乙丑   | 丙寅   |

## 同期存在的其他政权年号
- 中國
  - 天聖（1023年－1032年）：北宋－宋仁宗趙禎之年號
  - 太平（1021年－1031年）：契丹－遼聖宗耶律隆绪之年號
- 越南
  - 順天（1010年－1028年）：李朝－李公蘊之年號
- 日本
  - 治安（1021年－1024年）：後一條天皇之年號
  - 萬壽（1024年－1028年）：後一條天皇之年號